# Чифлик (Пехчево)
Чифлик (мкд. Чифлик) је насеље у Северној Македонији, у источном делу државе. Чифлик је у саставу општине Пехчево.

## Географија
Чифлик је смештен у источном делу Северне Македоније, близу државне границе са Бугарском - 10 km источно од насеља. Од најближег града, Берова, насеље је удаљено 8 km северно.
Насеље Чифлик се налази у историјској области Малешево. У области Малешевских планина, на североисточном ободу Беровског поља. Југоисточно од насеља тече река Брегалница горњим делом свог тока. Надморска висина насеља је приближно 900 метара. 
Месна клима је планинска због знатне надморске висине.

## Становништво
Чифлик је према последњем попису из 2002. године имао 321 становника.
Претежно становништво у насељу су етнички Македонци (99%), а остало су Срби.
Већинска вероисповест месног становништва је православље.